# Milomir Đukanović
Milomir Đukanović (Milina, 1948) srpski je prozni pisac, pesnik i satiričar.

## Biografija
Rođen je 13. marta 1948. godine u Milini, opština Loznica. Gimnaziju je završio u Loznici. Diplomirao je na Pravnom fakultetu Univerziteta u Beogradu. Uređivao satirični list Jež i Igrani program Radio-televizije Srbije.
Član je Udruženja književnika Srbije. Kao pisac nagrađivan je i zastupljen u nekoliko književnih antologija.

## Bibliografija

### Romani
- Američki eksperiment, „Prosveta”, 1993. Roman je preveden na engleski, ruski i grčki jezik.[2]
- Koktel Menhetn, „Prosveta”, 1995.[3]
- San bojen žutom bugenvilijom, „Ariadna”, 2010.[4]
- Manastir, „Laguna”, 2019.[5]
- Mauzolej, „Magnus”, 2020/21.[6]
- Album iščezlih slika, „Dereta”, 2023.[7]
- Hronika bola, „Magnus”, 2024.[8]

### Knjige priča
- Tajna petrovačkog kamena, „Prosveta”, 1999.
- Bekstvo i neobične priče, „Magnus”, 2025.

### Meditativna proza
- Obluci, „Vuk” i „Magnus”, 2024.

### Zbirke pesama
- Sav nemir sveta, „Milić Rakić”, 1982.
- Stanica Pensilvanija, „Milić Rakić i Srpska Književna Zadruga”, 1993.
- Pitalice skitalice, „Jež”, 1984.
- Znaci magle, „Dnevnik Novi Sad”, 1992.
- Na pomolu jesen, „Vuk”, 2011.
- Vinozorje šapati, „Prosveta”, 2012.
- Vinarija Beržerak, „Prosveta”, 2013.
- Sazvežđe šasle, „Vuk”, 2015.
- Sveta loza, „Vuk”, 2016.
- Divlji čokot, „Vuk”, 2018.

### Satira
- Zlatne ruke, satirične priče, „Dragan Srnić”, 1979.
- Prst na čelo, aforizmi, „Prosveta”, 1990.
- Kuća sklona padu, satirična poema, „Rad”, 1990.
- Prilog za vreme, aforizmi, „Svetlostkomerc”, 1996.
- Talog pada sa vrha, aforizmi, „Grafotrgovina”, 2010.

### Priređene knjige
- Najlepše pripovetke Branislava Nušića, „Ariadna”, 2010.
- Najlepše priče i satire Radoja Domanovića, „Ariadna”, 2010.

### Pozorište
- Instruktor vožnje, kabaretska predstava u „Zvezdara Teatru”, 1991.

## Spoljašnje veze
- Aforizmi Milomira Đukanovića („NA PRAVOM STE MJESTU”) Архивирано на веб-сајту  (4. новембар 2012)